# Microbryum
Microbryum là một chi rêu trong họ Pottiaceae.